# Oxilus zambianus
Oxilus zambianus är en skalbaggsart som beskrevs av Mourglia 1991. Oxilus zambianus ingår i släktet Oxilus och familjen långhorningar. Inga underarter finns listade i Catalogue of Life.